# Дармаев, Василий Сангаджиевич
Васи́лий Сангаджи́евич Дарма́ев (1914 год, Долбан, Астраханская губерния, Российская империя — 20 мая 1942 года, Батайск, РСФСР, СССР) — старший лейтенант, советский лётчик-истребитель, погибший во время воздушного сражения в годы Великой Отечественной войны.

## Биография
Родился в 1914 году в многодетной калмыцкой семье в селе Долбан. После получения среднего образования поступил в Астраханский педагогический институт. Во время учёбы в институте занимался лётным делом в Астраханском аэроклубе. Оставив учёбу в пединституте, поступил в военное Чугуевское авиационное училище, которое окончил в 1939 году в звании лейтенанта авиации.
Во время начала Великой Отечественной войны служил в западных военных округах. 22 июня 1941 года вместе с командиром авиационного подразделения вступил в неравный бой с четырнадцатью вражескими бомбардировщиками. В четвёртом бою с вражескими лётчиками, который состоялся в конце июня 1941 года, получил серьёзное ранение, после которого провёл три месяца в госпитале. С сентября 1941 года служил в 572-м истребительном авиационном полку.
20 мая 1942 года вступил в воздушный бой с противником под Батайском. На своём И-16 подбил вражеский бомбардировщик U-88. Немецкому стрелку удалось подбить самолёт Василия Дармаева, сам лётчик получил серьёзное ранение. Ему удалось посадить подбитый самолёт на аэродром, но из-за пробитого бензобака произошёл взрыв, и Василий Дармаев погиб в огне.

## Память
- На месте гибели Василия Дармаева в окрестностях Батайска установлен памятный обелиск;
- Именем Василия Дармаева названа улица в Элисте[1];
- Имя Василия Дармаева носит средняя школа в Батайске.

## Источник
- Дорджи Басаев, Отважный лётчик-истребитель, Парламентский вестник Калмыкии, № 85 (777), 8 ноября 2014 года, стр. 3 (недоступная ссылка)